# Secuieni (Neamț)
Pour les articles homonymes, voir Secuieni.
Secuieni est une commune roumaine du județ de Neamț, dans la région historique de Moldavie et dans la région de développement du Nord-Est.

## Géographie
La commune de Secuieni est située dans le sud-est du județ, à la limite avec le județ de Bacău, sur la rive gauche du Siret, à 10 km au sud de Roman et à 40 km à l'est de Piatra Neamț, le chef-lieu du județ.
La municipalité est composée des neuf villages suivants (population en 1992) :
- Bașta (680) ;
- Bârjoveni (334) ;
- Bogzești (109) ;
- Butnăzești (774) ;
- Giulești (192) ;
- Prăjești (124) ;
- Secuieni (1 068), siège de la municipalité ;
- Secueinii Noi (189) ;
- Uncești (175).

## Politique
| Période                                  | Période  | Identité       | Étiquette | Qualité |
| ---------------------------------------- | -------- | -------------- | --------- | ------- |
| Les données manquantes sont à compléter. |          |                |           |         |
| 2008                                     | En cours | Vasile Ivancea | PNL       |         |

| Parti | Parti                                                 | Sièges |
| ----- | ----------------------------------------------------- | ------ |
|       | Parti social-démocrate (PSD)                          | 4      |
|       | Parti national libéral (PNL)                          | 7      |
|       | Union nationale pour le progrès de la Roumanie (UNPR) | 1      |
|       | Alliance des libéraux et démocrates (ALDE)            | 1      |
|       | Parti social roumain (PSRo)                           | 1      |

## Religions
En 2002, la composition religieuse de la commune était la suivante :
- Chrétiens orthodoxes, 99,42 % ;
- Catholiques romains, 0,35 %.

## Démographie
En 2002, la commune comptait 3 639 Roumains (99,94 %). On comptait à cette date 1 576 ménages.
| 1992  | 2002  | 2007  |
| ----- | ----- | ----- |
| 3 708 | 3 641 | 3 543 |

## Économie
L'économie de la commune repose sur l'agriculture. La commune dispose de 5 999 ha de terres arables, de 265 ha de pâturages et de 174 ha de prairies.

## Communications

### Routes
Secuieni se trouve sur la route nationale DN2 (Route européenne 85) Bacău-Roman.

### Voies ferrées
La commune possède une gare sur la ligne de chemin de fer Roman-Bacău.

## Lieux et monuments
- Secuieni, église orthodoxe Sainte Parascève (Cuvioasa Paraschieva) de 1762[6].